# Dane podstawowe
Dane podstawowe (ang. master data) – zbiór zaufanych danych rozpowszechniany w organizacji między różne systemy dziedzinowe. Danymi podstawowymi mogą być kartoteki klientów, produktów, pracowników, materiałów.
Dane podstawowe często są mylone z danymi referencyjnymi.

## Zarządzanie danymi podstawowymi
Do kluczowych zadań związanych z zarządzaniem danymi podstawowymi (ang. Master Data Management) należy dbanie o ich jakość. W szczególności występowanie w organizacji wielu systemów informatycznych tworzy ryzyko duplikacji danych. Wartość dodana wynikająca z budowy kolejnej bazy danych, jaką jest kartoteka danych podstawowych, polega głównie na zapewnieniu unikatowych, wzorcowych, jednoznacznych informacji o kliencie, produkcie, czy innych zasobach.
W obszarze zarządzania danymi podstawowymi znajduje się również organizacja procesów zbierania, przechowywania oraz udostępniania danych podstawowych w organizacji.
Dane podstawowe mogą być utrzymywane w jednej z baz danych używanych w organizacji, lub może powstać specjalna baza dla tych danych. Przykładowo system CRM może pełnić rolę kartoteki wszystkich klientów i zawierać najpełniejszą informację o kliencie. Inne rozwiązanie polega na budowie centralnej kartoteki kontrahentów i zasilenie jej z systemów takich jak CRM, systemu finansowo-księgowego czy z zewnętrznych baz marketingowych.

## Deduplikacja danych podstawowych
Najbardziej złożonym zagadnieniem związanym z utrzymaniem baz danych podstawowych jest deduplikacja. Złożoność problemu wynika zarówno z kwestii technicznych – przetwarzanie dużych wolumenów danych i odnajdywanie podobieństw jest kosztownym zadaniem, jak i kwestii organizacyjnych. Przykładowo odkrycie, że dwa osobno założone rachunki w banku dotyczą faktycznie tego samego klienta rodzi określone konsekwencje natury biznesowej i prawnej.